# Gamewell
Gamewell est une ville américaine située dans le comté de Caldwell dans l'État de Caroline du Nord. En 2010, sa population était de 4 051 habitants.

## Démographie
| 1990  | 2000  | 2010  | - | - | - |
| ----- | ----- | ----- | - | - | - |
| 3 357 | 3 644 | 4 051 | - | - | - |

## Source de la traduction
- (en) Cet article est partiellement ou en totalité issu de l’article de Wikipédia en anglais intitulé « Gamewell, North Carolina » (voir la liste des auteurs).